# 圖米山
圖米山（英語：Mount Twomey），是南極洲的山峰，位於維多利亞地的彭內爾海岸，處於貝格峰西北面4.6公里，海拔高度超過1,200米，美國地質調查局根據測量和美國海軍拍攝的空中照片繪入地圖，現時由南極條約體系管理。

## 外部連結
- 本条目引用的公有领域材料来自美国地质调查局的文档 《圖米山》 （資料來自地名信息系统）。

1. ↑  .   [2021-10-16]. 原始内容存档于2021-06-02.

71°30′S 161°41′E / 71.500°S 161.683°E